# Iglesia de San Esteban (Sant Esteve de la Sarga)

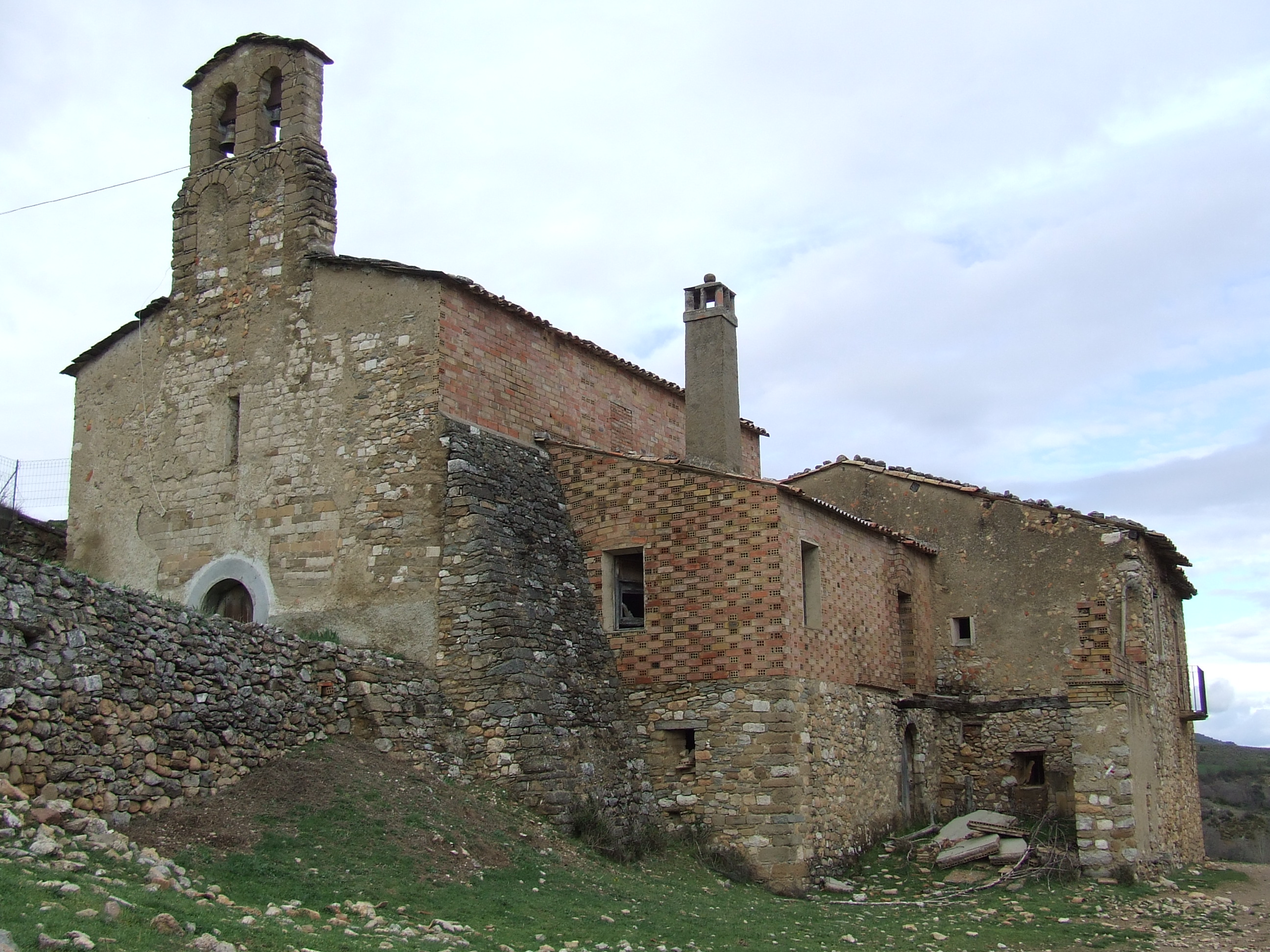
Vista de la iglesia de San Esteban.

San Esteban de la Sarga es una iglesia parroquial románica del término municipal de Sant Esteve de la Sarga, en la comarca del Pallars Jussá y provincia de Lérida.

## Historia
Está documentada desde antiguo: el 1055 ya se habla del «collo de Sarga», y en 1069 ya sale en un documento la parroquia de San Esteban. A lo largo de toda la Edad Moderna se dice que el sitio es del abad de San Esteban o del abad de la Sarga. Aunque no se tiene la fecha de su consagración, sí se tiene la de su dotación: 10 de junio de 1076. Fue construida, según el acta notarial de la dotación, por los señores del lugar, Bertran Ató y Ermengarda, y fue dotada con el tercio del diezmo de la Fabregada, el del pueblo y tierras donde está situada, y la villa llamada en ese momento de la Sarga, con todos sus habitantes.
Por lo que se desprende del documento, Fabregada era el núcleo principal del término, en ese momento. El señorío del que dependía Bertran Ató era el de la familia Montañana.
La iglesia y el edificio que fue rectoría y, quizás, monasterio

## Arquitectura
La obra románica se ve perfectamente en la parte inferior de las paredes perimetrales, hechas con sillares pequeños, sencillos pero bien recortados, dispuestos en hileras regulares. Es una obra del siglo XI. Encima de ellas hay otras hileras de sillares más tardíos, y en lo alto, paredes modernas.

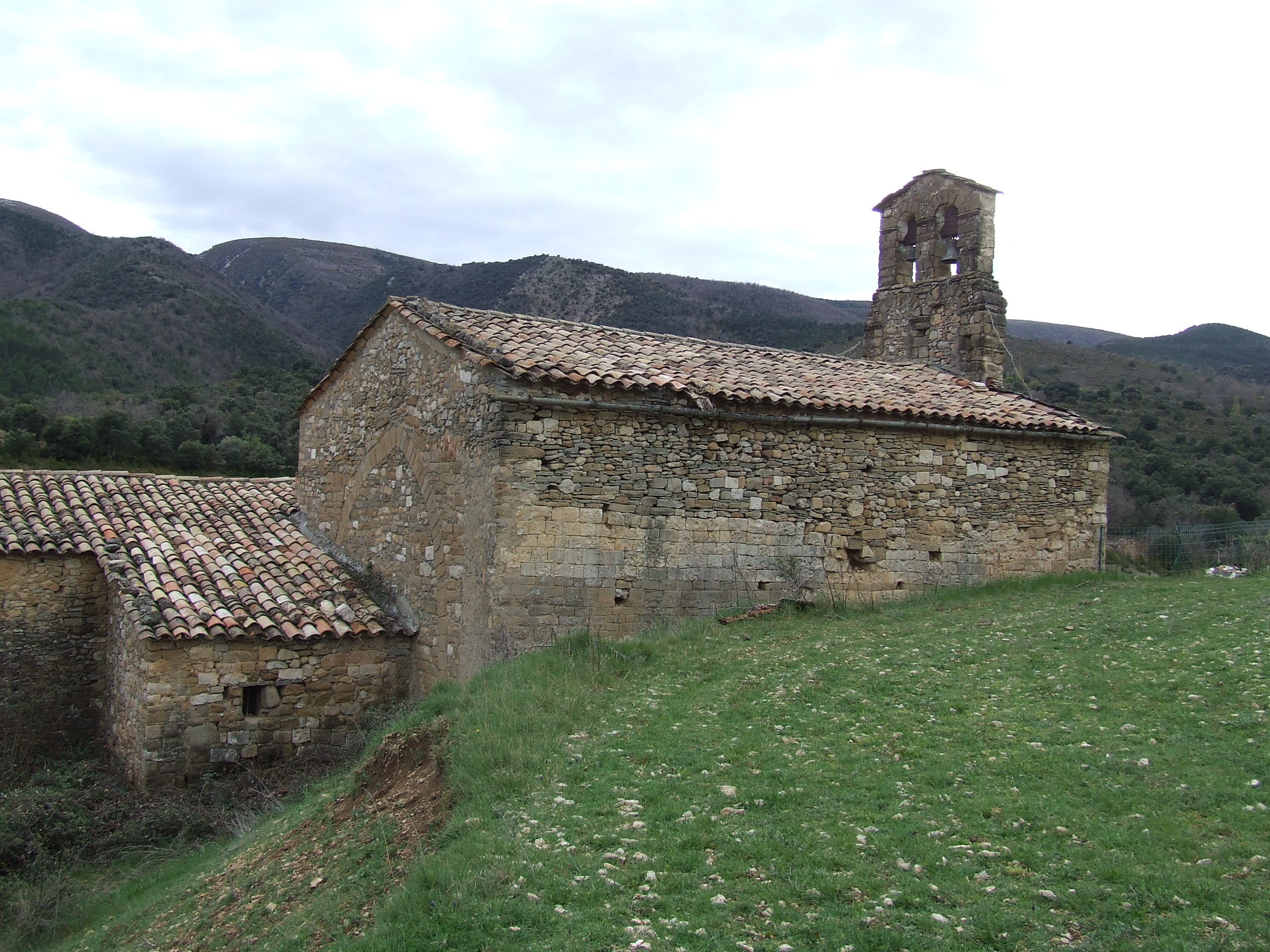
Vista exterior.

El templo es un edificio rectangular, sin ábside diferenciado, de una sola nave. Del edificio original 
conserva los muros que forman el perímetro salvo lado de levante, donde debió haber primitivamente el ábside, que en algún momento de la 
historia fue suprimido. En lugar del ábside hay un arco de dovelas de perfil apuntado, posteriormente tapiado. Podría tratarse del 
arco del presbiterio o, sencillamente, del mismo arco de la nave.
La puerta está a poniente, y está hecha con un arco de medio punto. Sobre él, una ventana sencilla de un solo derrame, y más arriba, aún, el antiguo campanario de espadaña, de dos ojos, tapiado posteriormente. Aunque, en lo alto hay un campanario de espadaña nuevo, más moderno y demasiado pequeño para lo que se esperaría de la armonía de la construcción.
El muro norte muestra perfectamente la obra original, formada por sillares de piedra arenisca bien cortados y dispuestos de forma muy regular, puestos encima de hileras de sillares de piedra caliza, también bien tallados y dispuestos. Corresponden a dos fases constructivas: la primera, del siglo XI, y la superior ya del siglo XII.